# Tomislav al Croației
Tomislav (n.  ? – d. 928 d.Hr.) a fost primul rege al Croației. El a devenit ducele Croației în jurul anului 910, a fost încoronat rege înainte de 925 și a domnit până în anul 928. În timpul domniei sale Croația a încheiat o alianță cu bizantinii pentru a contrabalansa puterea Imperiului Bulgar, împotriva căruia a purtat eventual un război. Acesta s-a încheiat cu Bătălia Bulgaro-Croată din 926. La nord existau deseori conflicte cu Principatul Ungariei. Croația și-a păstrat granițele și într-o anumită măsură chiar s-a extins pe seama dezintegrării Ducatului Panoniei.
Tomislav a participat la Conciliul bisericesc de la Split în 925 convocat de papa Ioan al X-lea pentru a discuta folosirea limbii slave în liturghie și a jurisdicției ecleziastice asupra Croației și a Themei bizantine a Dalmației. Chiar dacă papa a urmărit interzicerea liturghiei slave, conciliul nu a fost de acord, în timp ce jurisdicția a fost oferită arhiepiscopului de Split, și nu episcopului croat Gregorius din Nin. Anii exacți ai accederii și morții lui Tomislav nu sunt cunoscuți deoarece nu există suficiente surse istorice despre acesta. Domniile succesorilor săi au fost marcate de o serie de războaie civile în Croația și o slăbire treptată a țării.

## Domnia

### Duce al Croației

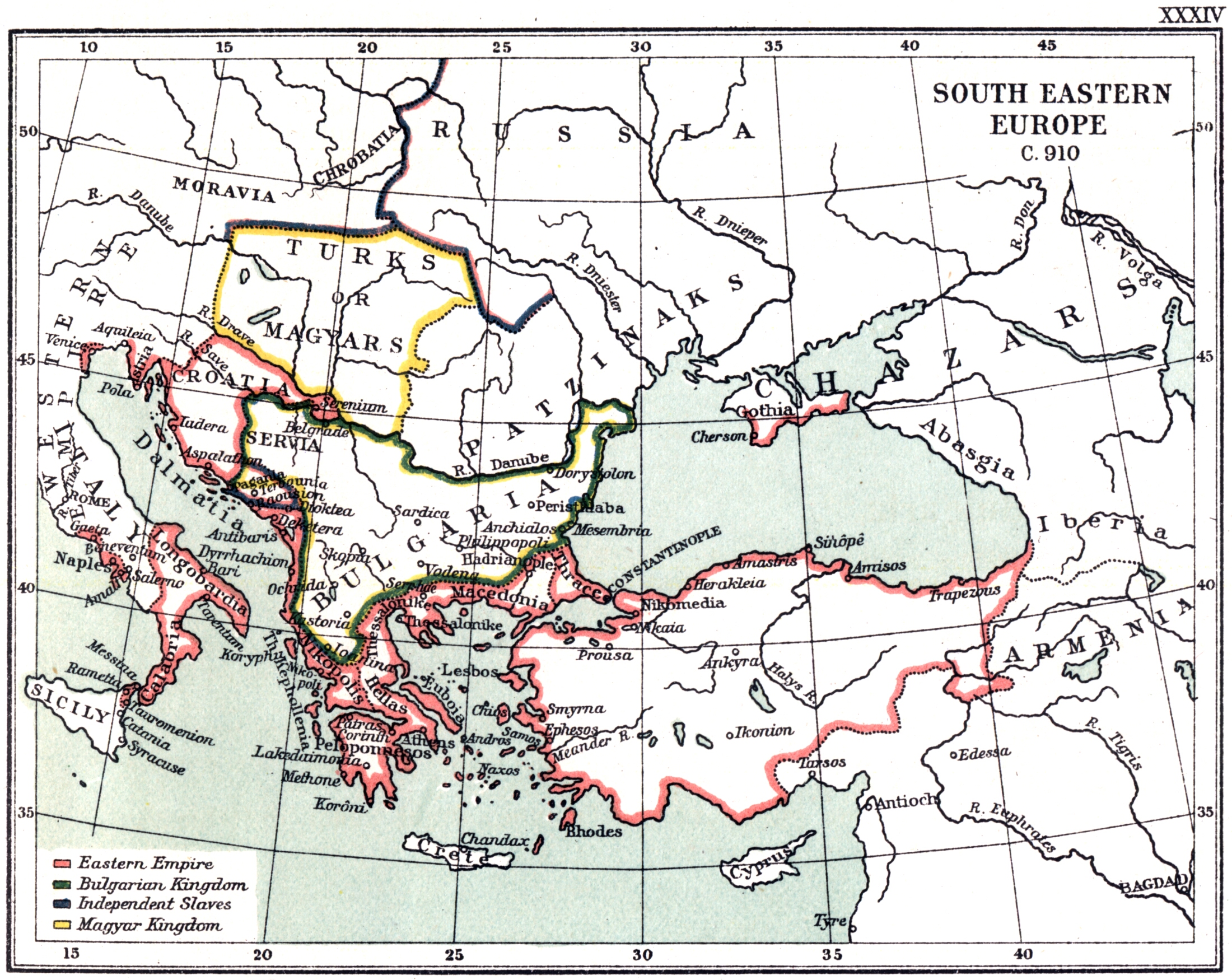
Harta Europei de Sud-Est în 910.

Originea lui Tomislav nu este cunoscută, dar cel mai probabil a făcut parte din dinastia Trpimirović. Există o diferență de 20 de ani între prima atestare a lui Tomislav și ultima mențiune a lui Muncimir, predecesorul său în calitate de duce al Croației. Numărul izvoarelor istorice despre dânsul este redus, dar se presupune că este fiul acestuia din urmă. Tomislav l-a urmat pe Muncimir, fiul lui Trpimir I, la tronul Ducatului Croației fie direct în jurul anului 910 (teorie acceptată de majoritatea), fie după domnia altor persoane în urma morții lui Muncimir. În orice caz, Tomislav a obținut tronul Croației cândva între 910 și 914. În Historia Salonitana (”Istoria Salonei”), o cronică din sec. XIII scrisă de Toma Arhidiaconul din Split, Tomislav este menționat ca duce al Croației în 914.
În urma cuceririi de către unguri a Bazinului Panonic la sfârșitul sec. IX-începutul sec. X, ungurii au început imediat incursiunile în țările vecine, extinzându-și teritoriul. Aceștia amenințau cu precădere Ducatul Panoniei care pe atunci încă era sub suzeranitate francă, omorându-l pe ultimul duce al Panoniei, Braslav. Ungurii au luptat și împotriva Croației, dar aceasta nu era printre obiectivele lor principale.
Cronica Preotului din Doclea îl menționează pe Tomislav, stabilind durata domniei lui la 13 ani, și afirmă că acesta a obținut succese în luptele împotriva ungurilor. Având în vedere că Andrea Dandolo, un cronicar venețian, și notarul regelui Bela al III-lea scriu despre victorii maghiare împotriva Croației în aceeași perioadă, ambele părți se pare că au avut câștiguri ocazionale. Croația a reușit să-și păstreze intacte granițele de la nord, dar în același timp s-a extins pe o parte din teritoriul fostului Ducat al Panoniei, cum ar fi capitala sa Sisak. Câmpia de la nord de Sisak era greu de apărat în fața cavaleriei maghiare, dar orașul propriu-zis a fost bine fortificat încă de pe timpurile ducelui Ljudevit. Zona slab populată dintre râurile Sava și Drava se găsea la periferia statului maghiar, dar și a celui croat care era concentrat în zonele de coastă, așadar niciuna dintre cele două țări nu a putut să-și consolideze dominația acolo după dizolvarea Ducatului Panoniei.
La est de Croația, puterea Bulgariei a crescut semnificativ. După războiul dintre cneazul bulgar Boris I și ducele croat Trpimir I, relațiile croato-bulgare au fost destul de bune. În drumul lor spre Bulgaria, legații papali treceau regulat prin teritoriul croat, primind acolo protecție. Situația s-a schimbat în sec. X, în timpul domniei lui Simeon I, a cărui ambiție era să cucerească Imperiul Bizantin.
Stăpânirile lui Tomislav acopereau o mare parte din sudul și centrul Croației, coasta Dalmației (cu excepția Themei Dalmației), părți din vestul Herțegovinei, cât și nordul și vestul Bosniei. La începutul sec. X Croația era divizată în 11 comitate: Livno, Cetina, Imotski, Pliva, Pset, Primorje, Bribir, Nona, Knin, Sidraga și Nin. Trei dintre ele (Lika, Krbava și Gacka) se aflau sub conducerea unui ban. Probabil că după extinderea statului croat pe timpul lui Tomislav existau mai mult de 11 comitate. Împăratul și cronicarul bizantin Constantin al VII-lea estimează în De Administrando Imperio că la apogeul său Croația putea strânge o forță militară compusă din 100.000 de infanteriști, 60.000 de călăreți și o flotă însemnată din 80 de corăbii mari și 100 de vase mai mici. Aceste cifre sunt însă considerate a fi o exagerare considerabilă și o supraestimare a armatei croate.

### Încoronarea și Regatul Croației

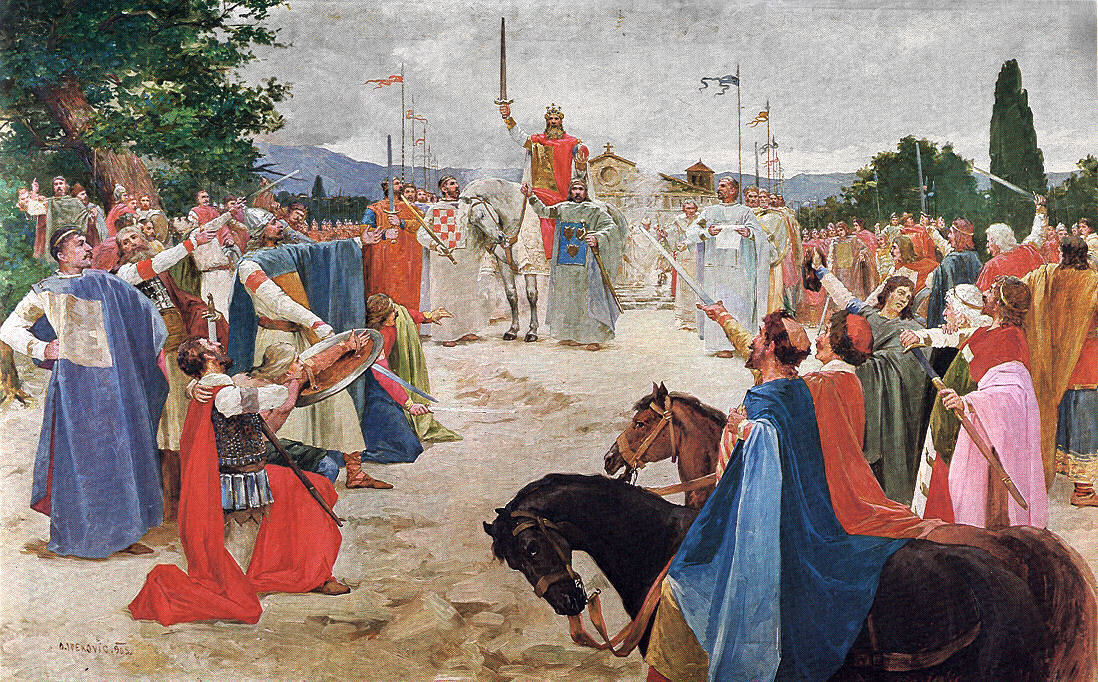
Încoronarea regelui Tomislav (pictură modernă de Oton Iveković)

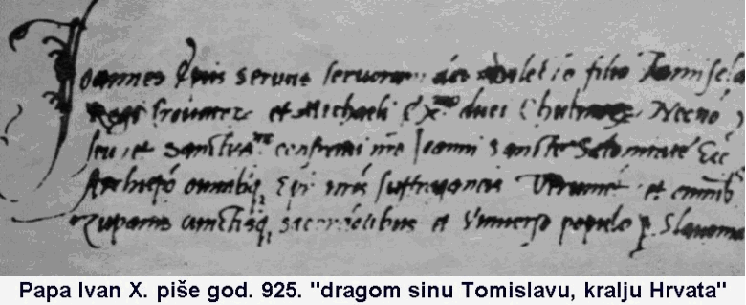
O parte din scrisoarea lui papei Ioan al X-lea către regele Tomislav al Croației în 925: "Joannes episcopus seruus seruorum dei dilecto filio Tamisclao regi Croatorum..."

Tomislav a devenit rege al Croației înainte de 925. El a fost primul conducător al Croației care a fost onorat de cancelaria papală cu titlul de ”rege”. În general se afirmă că Tomislav a fost încoronat în 924 sau 925, dar acest lucru nu a fost dovedit cu certitudine. Nu se cunoaște unde, când și de către cine acesta a fost uns rege. Scrisorile în care Tomislav era numit cu acest titlu au fost păstrate în Istoria Salonei, scrisă de Toma Arhidiaconul. Într-o notă care preceda concluziile Conciliului de la Split din 925 este scris că Tomislav este rege ”în provincia croaților și a regiunilor Dalmației” (prouintia Croatorum et Dalmatiarum finibus Tamisclao rege). În al doisprezecelea canon al acestor concluzii el este numit ”rege” (rex et proceres Chroatorum), în timp ce într-o scrisoare trimisă de papa Ioan al X-lea poartă titlul de ”rege al croaților” (Tamisclao, regi Crouatorum). Chiar dacă nu au fost descoperite inscripții care să confirme titlul, mai multe hrisoave și inscripții ulterioare confirmă că succesorii săi din sec. X se autointitulau ”regi”.
În istoriografia mai veche se presupunea că Tomislav a fost încoronat pe câmpul de la Duvno, lângă Tomislavgrad (denumit ”Orașul lui Tomislav” în cinstea lui), dar nu există surse contemporane care ar confirma evenimentul. Această concluzie în schimb a fost trasă din Cronica Preotului din Doclea, care descrie încoronarea unui oarecare rege ”Svatopluk” (într-o versiune ulterioară a cronicii el este numit ”Budimir”) și un consiliu pe câmpul de la Dalma. Unii istorici din sec. XIX considerau că Tomislav și Svatopluk sunt una și aceeași persoană, sau că autorii cronicii pur și simplu au greșit numele regelui. Alte teorii sugerează că papa sau unul dintre reprezentanții acestuia l-a încoronat pe Tomislav înainte de Conciliul de la Split din 925, sau că el s-a proclamat rege singur.

### Conciliile Bisericești de la Split
Papa Ioan al X-lea a convocat Conciliul de la Split în 925. Pe ordinea de zi se afla întrebarea cărui episcop să i se ofere jurisdicția ecleziastică în fosta provincie romană a Dalmației. Aceasta era contestată de Gregorius, episcopul croat de Nin, și Ioan, arhiepiscopul de Split. Înainte de conciliu, episcopul Gregorius răspundea de un teritoriu semnificativ mai mare decât cel al arhiepiscopului Ioan, dar reputația și situația sa financiară nu o puteau egala pe cea a arhiepiscopiei de Split. Split de asemenea pretindea că avea continuitate directă cu Arhiepiscopia antică a Salonei, și astfel datorită istoriei și tradițiilor sale a fost confirmat de conciliu drept sediu al arhiepiscopiei. Teritoriul dintre râul Raša în Istria și Kotor, inclusiv Nin, au fost prin urmare supuse arhiepiscopiei de Split. O altă întrebare discutată a fost folosirea limbii slave în serviciul bisericesc. Papa a insistat asupra condamnării acesteia, dar conciliul a permis folosirea ei de către preoții și călugării locali atât timp cât aceștia nu aveau dreptul să avanseze în rang.
Toma Arhidiaconul nu a menționat niciodată conciliul în Istoria Salonei. El a susținut că Split avea drepturi eleziastice asupra fostei Dalmații romane încă din sec. VII, contrazicând concluziile conciliului din 925. Se pare că Toma a omis intenționat orice mențiune a conciliului pentru a nu-și discredita propriile afirmații.
La conciliu au asistat regele Tomislav și Mihail de Zahumlje. Potrivit unor istorici Mihail l-a recunoscut pe Tomislav drept suzeran, făcând din Zahumlje un stat vasal al Croației. Tomislav nu a ridicat obiecții împotriva deciziilor luate la sinod. Episcopul Gregorius a făcut apel la papă și un al doilea conciliu s-a convenit în 928 pentru a soluționa problemele iscate și pentru a executa deciziile din 925. Acesta a avut loc tot la Split. A fost confirmată supremația Arhiepiscopiei de Split, iar Episcopia de Nin a fost desființată.

### Războiul cu Bulgaria

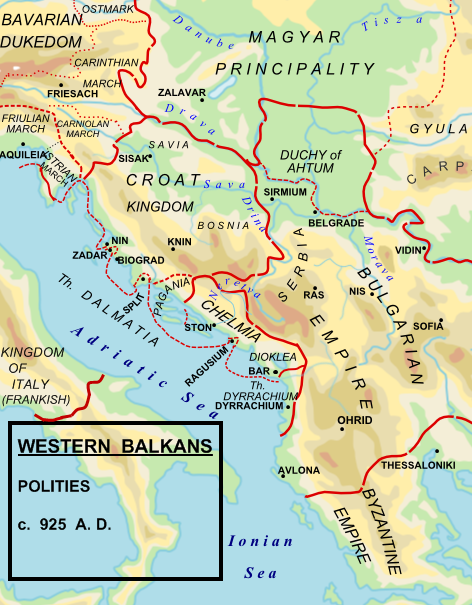
Întinderea geografică cea mai mare (presupusă) a Regatului Croației c. 925, în timpul domniei regelui Tomislav

În timpul domniei lui Tomislav Țaratul Bulgar se afla în război împotriva Imperiului Bizantin. În 924 bulgarii de sub Simeon I au distrus Principatul Serbiei, un aliat al Bizanțului, forțându-l pe domnitorul sârb Zaharija și o parte din populația sârbă să se refugieze în Croația. Croația, care era la fel un aliat al Imperiului Bizantin, a rămas astfel singură între Bulgaria și Thema Dalmației. Este posibil ca Tomislav să fi primit un control limitat asupra orașelor de coastă ale Themei Dalmației sau o parte din taxele colectate acolo în schimbul ajutorului oferit bizantinilor. Aceștia i-au oferit titlul onorific de proconsul, dar nu există dovezi că au renunțat la drepturile lor asupra provinciei în favoarea lui Tomislav.
Luând în considerare că Croația adăpostea dușmani ai Bulgariei și era aliată cu Imperiul Bizantin, Simeon a decis să o atace, trimițând o armată condusă de ducele Alogobotur. Aceasta a fost însă interceptată de Tomislav înainte de a ajunge în Croația, zdrobind-o complet în cadrul Bătăliei Croato-Bulgare din 926, care probabil a avut loc în partea estică a Bosniei. Croații au dobândit o mare victorie, decimând în întregime forțele bulgare. După moartea împăratului Simeon în 927 papa Ioan al X-lea și-a trimis legații în frunte cu episcopul Madalbert pe post de mediatori între croați și bulgari, restabilind astfel pacea.
Nu se știe când a murit Tomislav, dar el a dispărut de pe scena politică în 928 și a fost urmat la tron de Trpimir al II-lea.

### Limitele geografice

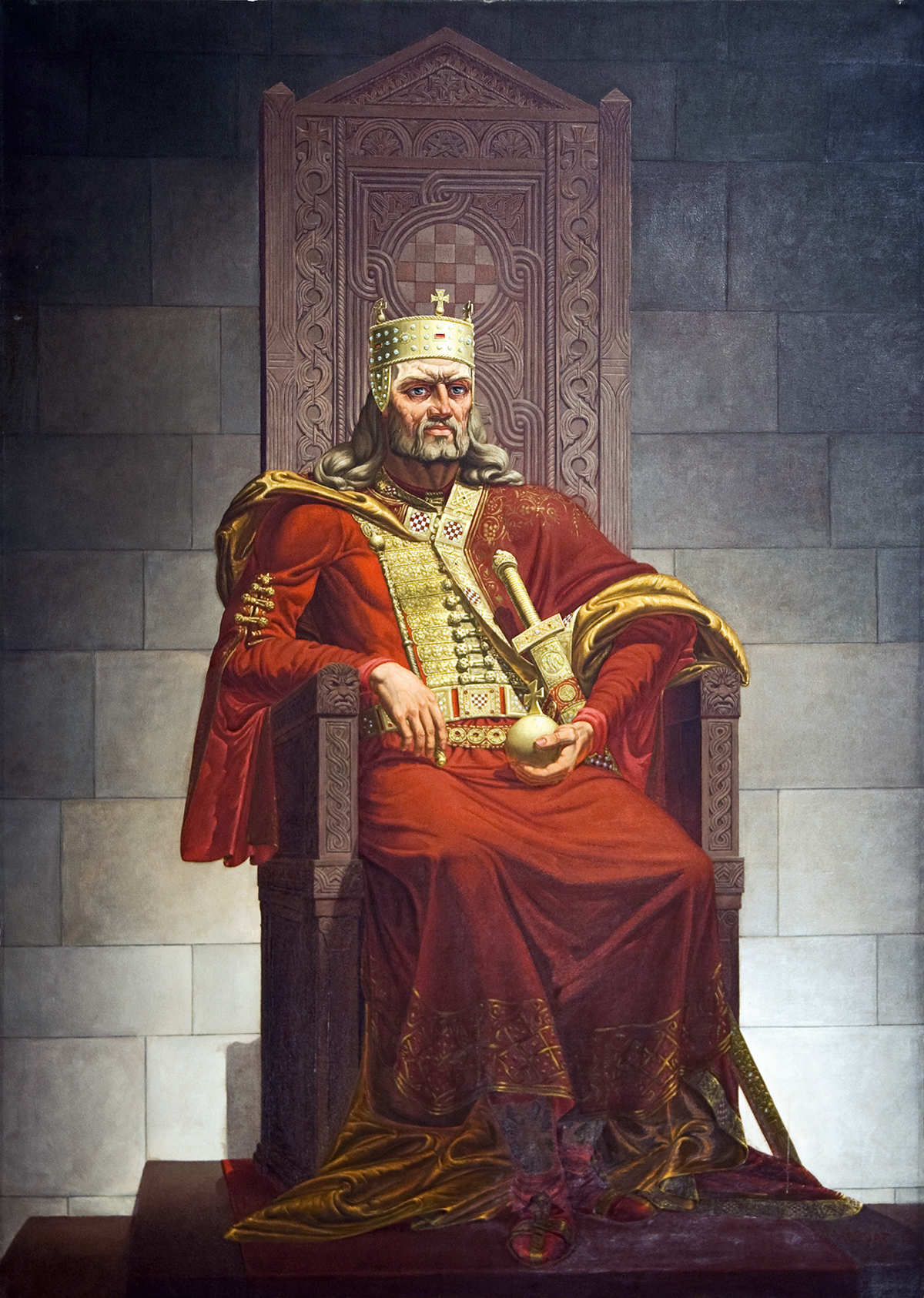
Portret fictiv realizat în 1941 de Josip Horvat Međimurec.

Limitele geografice ale regatului lui Tomislav nu sunt cunoscute pe deplin. Cronicarul Ioan Diaconul, a cărui cronică este o sursă primară pentru istoria popoarelor slave din Dalmația în timpul sec. IX-X, a scris că în 912 un ambasador venețian care se întorcea din Bulgaria a trecut întâi prin teritoriul croat înainte să ajungă în Zahumlje, atunci sub ducele Mihail. Aceasta sugerează că Imperiul Bulgar (condusă pe atunci de Simeon I) avea o graniță comună cu Croația. Autorul britanic Marcus Tanner a afirmat că regatul lui Tomislav acoperea o mare parte din Croația contemporană, Bosnia și Herțegovina și coasta Muntenegrului. Pe de altă parte, Roger Lampe a adus argumente că statul nu a ajuns până la Dubrovnik în sud și că Istria nu intra în componența sa. Mulți cercetători croați au susținut că regatul acoperea toată regiunea la sud de râul Drava până la râurile Drina și Neretva de la nord de Dubrovnik. Cu toate acestea istoricul Nada Klaić a contestat întinderea spre est (în Bosnia) a regatului lui Tomislav în cartea sa din 1972.
Harta istorică a Croației (Hrvatski povijesni zemljovid, 1993) de Josip Lučić și Franjo Šanjek oferă o ilustrație a regatului lui Tomislav într-o variantă extinsă. Lučić a fost un cunoscut geograf istoric de la Facultatea de Filosofie din Zagreb care a realizat numeroase hărți publicate în manualele și cărțile istorice din Croația. În cartea sa Hrvatski rani srednji vijek editată în 1995, Ivo Goldstein a susținut că Tomislav nu a făcut nicio expansiune semnificativă în direcția Bosniei și că a anexat doar unele părți din Panonia, adică nu toată regiunea dintre Drava și Sava, care potrivit lui era Terra nullius. Neven Budak este complet de acord cu Goldstein în privința statutului zonei Drava-Sava, aducând argumente că frontiera nordică a trecut prin zona Sisak. Manualele contemporane de istorie folosite în universitățile croate cum ar fi Hrvatsko srednjovjekovlje (1997) de Tomislav Raukar consideră că în timpul domniei lui Tomislav statul lui cuprindea 60-80% din Bosnia și Herțegovina contemporană. O teorie similară este inclusă și în cartea redactată de Franjo Šanjek (cu participarea a 16 autori) despre statul medieval croat, o lucrare care este și ea folosită pe post de manual universitar.
John Van Antwerp Fine a afirmat că granița de nord a lui Tomislav a fost râul Drava. La sud acesta controla ”Croația contemporană, Slavonia, nordul și vestul Bosniei, și teritoriul de-a lungul coastei Dalmației de la Rijeka până la râul Cetina cel puțin (cu excepția orașelor bizantine împrăștiate prin zonă)”. În cartea sa din 2006 autorul a criticat asocierea mișcării naționaliste din Croația contemporană cu teritoriul stăpânit de Tomislav catalogând sursele din sec. X ca fiind de neîncredere. În opinia lui ”aproximativ o treime” din teritoriul estic atribuit Croației este ”pură speculație”. Fine a explicat că ”este într-adevăr posibil ca Croația să fi deținut o parte din acesta, dar și Bulgaria a putut avea o parte; formațiunile politice sârbe au putut deține o parte, nemaivorbind de nobilii locali slavi care nu răspundeau în fața nimănui. Dacă ultima presupunere este adevărată (într-o oarecare măsură), atunci părți din această regiune nu ar fi aparținut niciunui stat”. Chiar dacă a recunoscut posibilitatea ca Croația să fi inclus acest teritoriu, Fine a afirmat că în prezent nu este cunoscut cine controla partea estică a regatului lui Tomislav așa cum este ilustrat el de obicei, și din cauza acestei incertitudini pe hărți ar trebui să fie reprezentată drept terra incognita. El a numit delimitarea graniței estice a lui Tomislav de către Josip Lučić și Franjo Šanjek ”o demarcare naționalistă” care distorsionează concepțiile copiilor asupra istoriei propriei țări în așa fel încât promovează interpretarea evenimentelor ulterioare drept ciopârțire și pierdere teritorială.

## Moștenire
Tomislav este celebrat în postura sa de fondator al primului stat croat. În capitala Croației, Zagreb, o piață a fost numită în cinstea lui în noiembrie 1927. Tot în Zagreb a fost ridicat un monument dedicat lui de sculptorul Robert Frangeš Mihanović. Orașul bosniac Duvno a fost redenumit în Tomislavgrad (”Orașul lui Tomislav”) de Alexandru I al Iugoslaviei în 1925 cu ocazia împlinirii a 1000 de ani de la încoronarea lui. Manifestări dedicate aniversării au avut loc în tot Regatul Iugoslaviei. În 1926 un obelisc în onoarea lui a fost ridicat la Livno.
Pe spatele bancnotei de 1000 kuna emisă în 1994 este ilustrată statuia lui Tomislav din Zagreb. De asemenea o marcă de bere fabricată în Croația poartă numele acestuia.

## Imagini

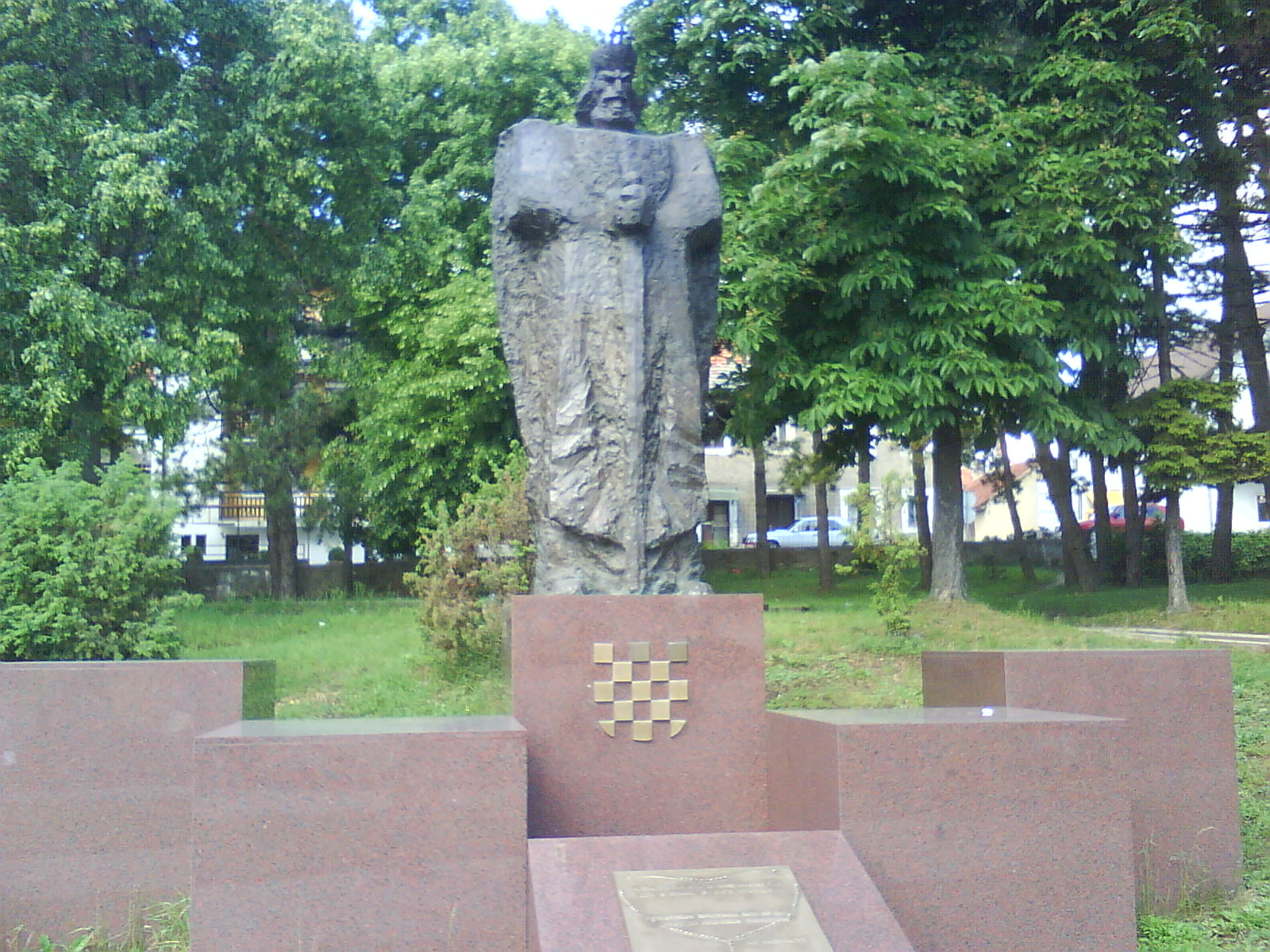
Monument în Tomislavgrad
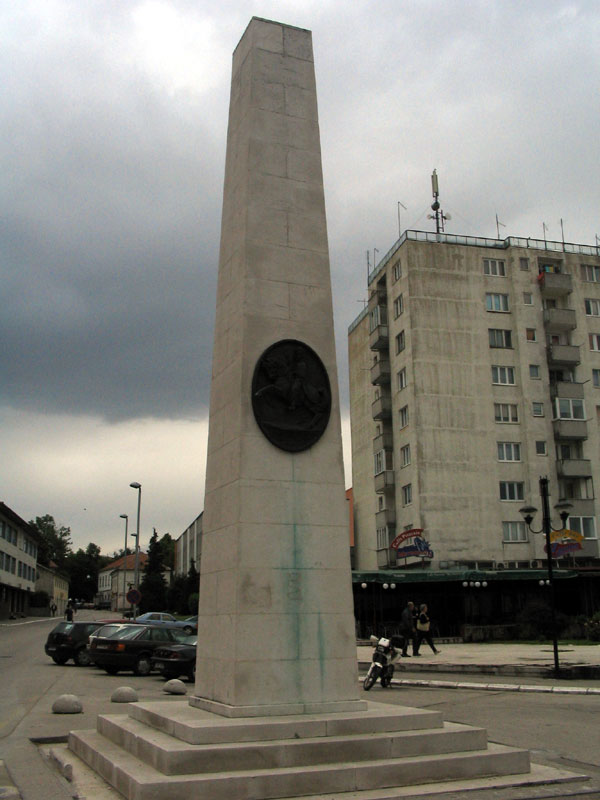
Monument în Piața Regelui Tomislav, Livno
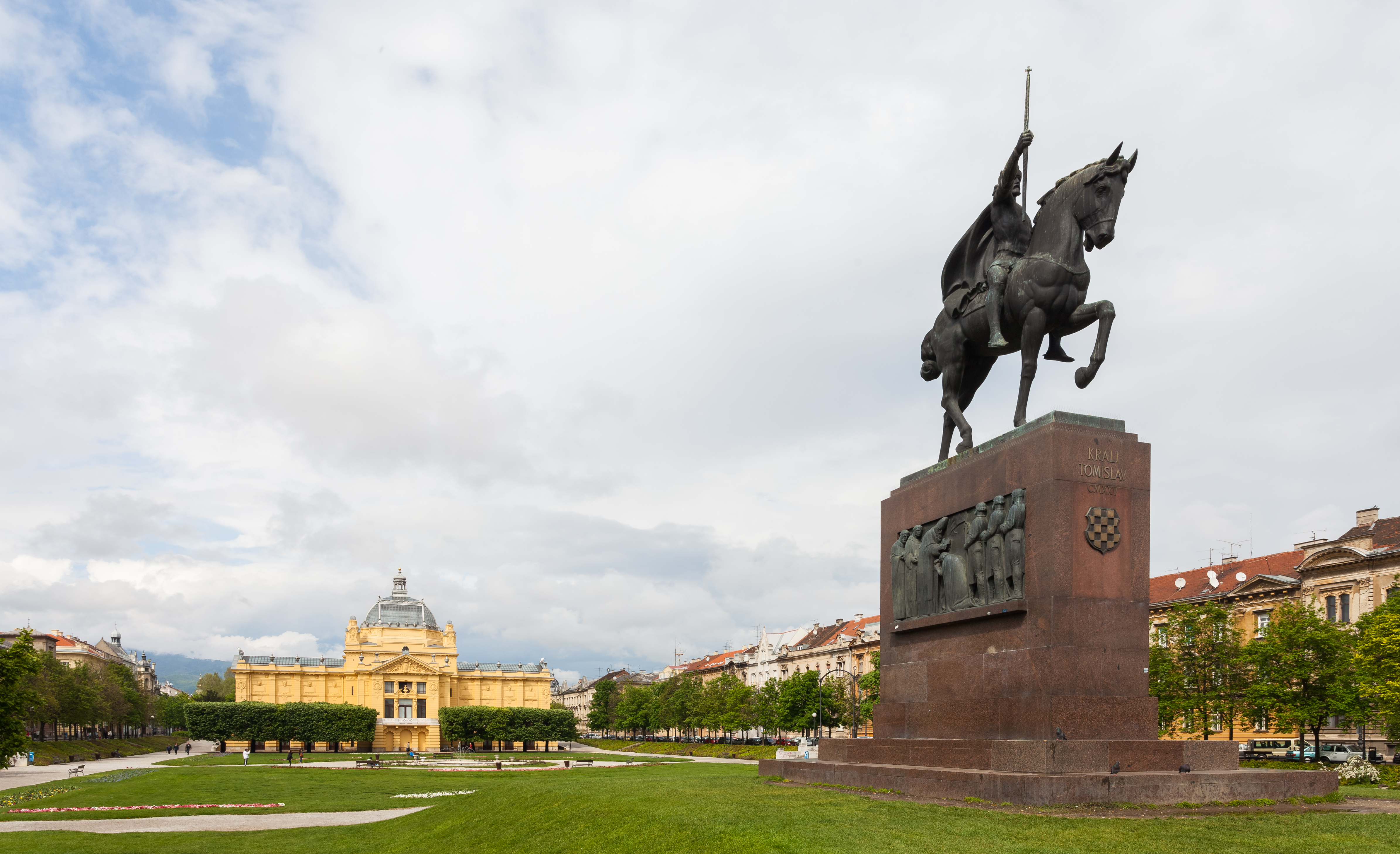
Monument în Piața Regele Tomislav, Zagreb
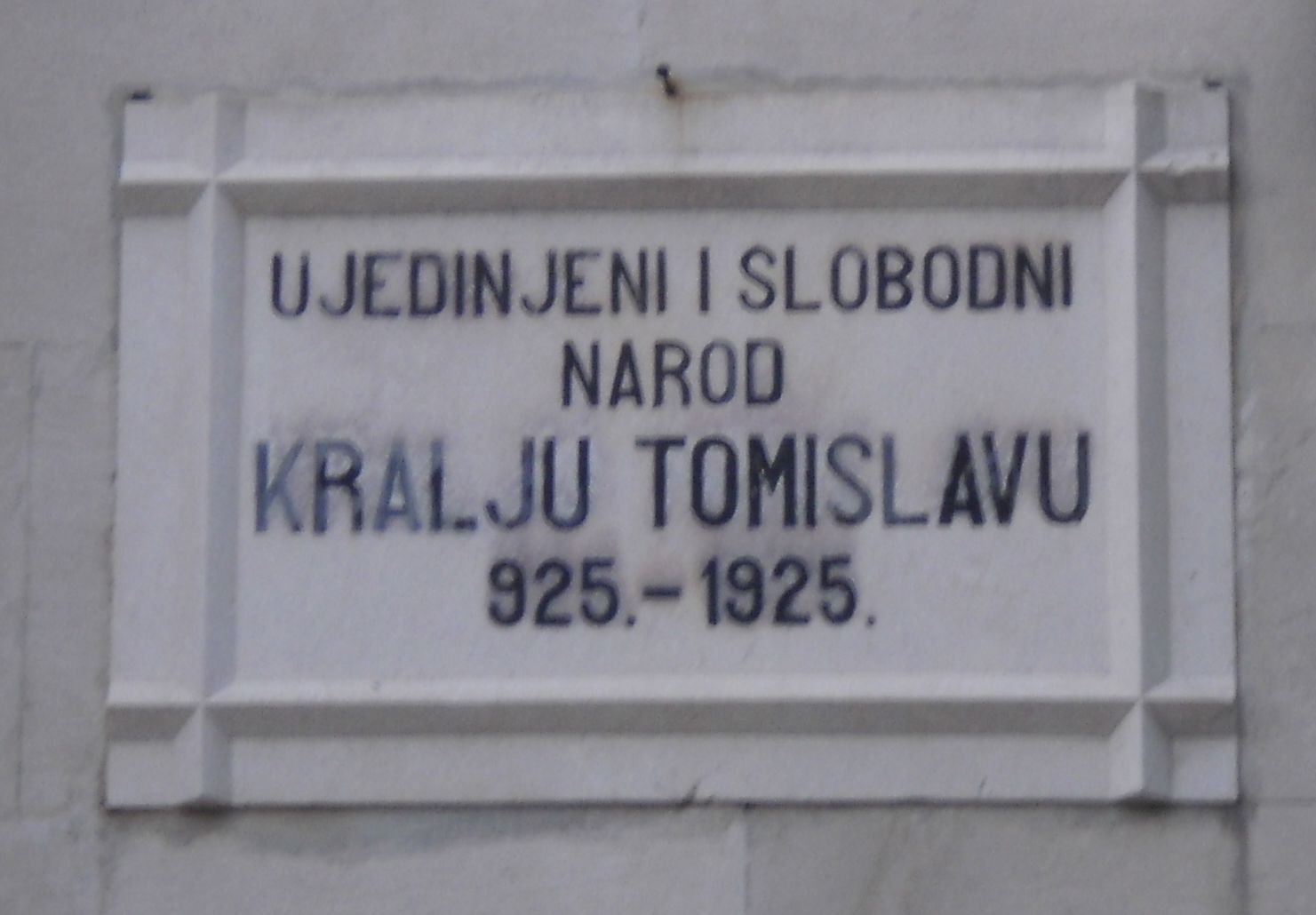
În Orebić, una dintre plăcile memoriale cu ocazia împlinirii a 1000 de ani de la încoronarea lui Tomislav
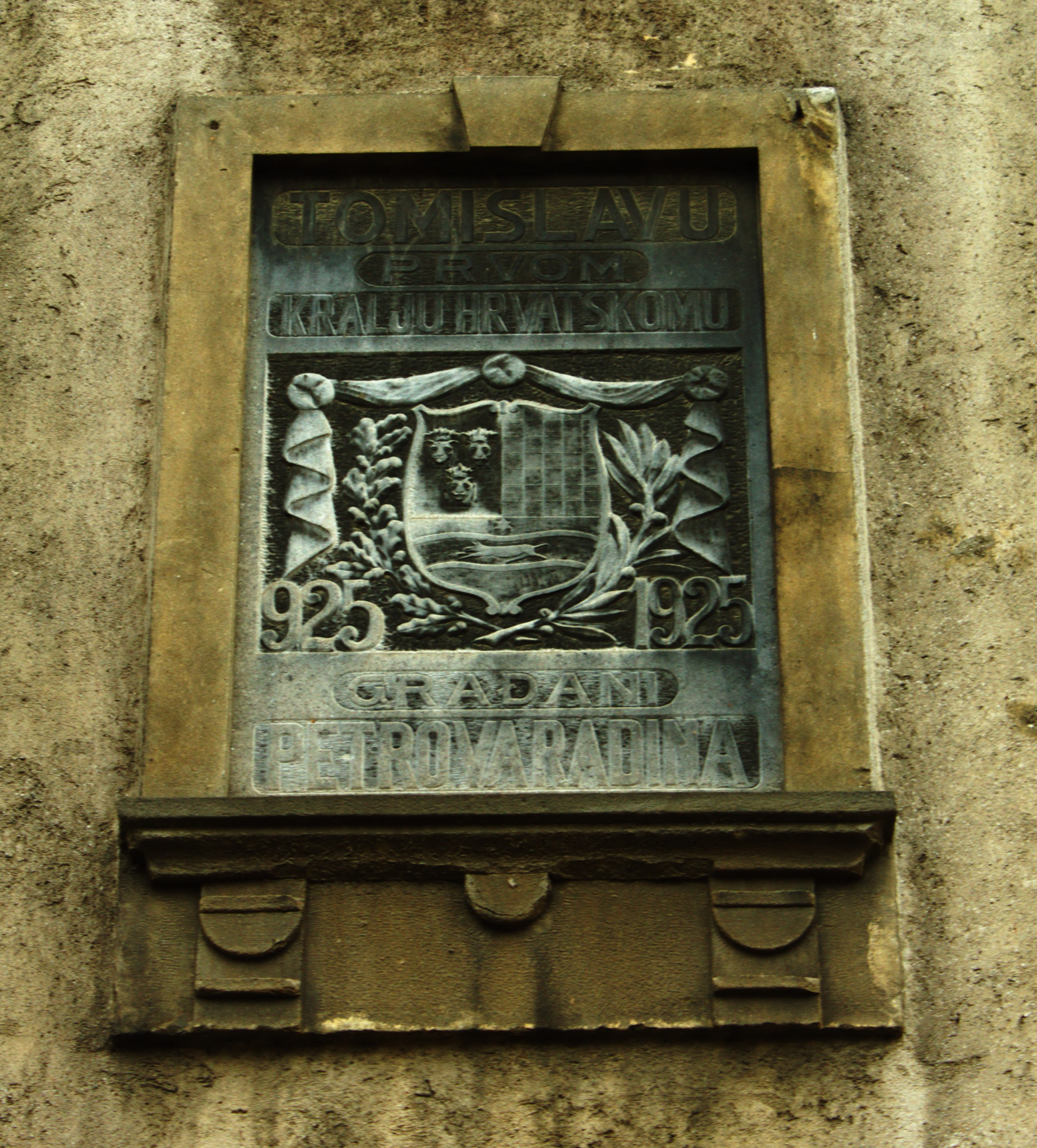
Placă comemorativă în Petrovaradin

## Legături externe
- hr Croația în secolele al X-lea și al XI-lea: hărți din cartea lui Ferdo Šišić, un istoric croat